# Xylopertha retusa
Xylopertha retusa é uma espécie de insetos coleópteros polífagos pertencente à família Bostrichidae.
A autoridade científica da espécie é Olivier, tendo sido descrita no ano de 1790.
Trata-se de uma espécie presente no território português.